# Hiddensoer Künstlerinnenbund
Le Hiddensoer Künstlerinnenbund, ou Hiddenseer Künstlerinnenbund, est une association de femmes peintres de l'île de Hiddensee, en Allemagne, active de 1919 à 1933.

## Histoire
L'association n'a pas été fondée en 1922, comme on peut le lire dans de nombreuses sources, mais en 1919. En témoigne une note dans la revue Art news du 15 novembre 1919 : « Hiddensoe. Un certain nombre de femmes peintres ont uni leurs forces pour former une association d'artistes Hiddensö ».
C'est la peintre Henni Lehmann qui fonde l'association, qu'elle dirige avec Clara Arnheim et Elisabeth Büchsel. Elles sont rejointes par d'autres peintres, parmi lesquelles Käthe Loewenthal, Katharina Bamberg et Julie Wolfthorn.
L'association est dissoute en 1933. Les peintres d'ascendance juive ont l'interdiction d'exercer. Henni Lehmann se suicide en 1937 à Berlin. Clara Arnheim décède au camp de concentration de Theresienstadt en 1942. Cette même année la trace de Käthe Löwenthal se perd dans le ghetto d'Izbica (Lublin) en Pologne occupée.